# ميركو كراماريتش
ميركو كراماريتش هو لاعب كرة قدم كرواتي في مركز ظهير ‏، ولد في 27 يناير 1989 في زغرب في كرواتيا. شارك مع منتخب كرواتيا تحت 17 سنة لكرة القدم. أما مع النوادي، فقد لعب مع إنتر زابرشيتش وجيلييزنيتشار ساراييفو ودينامو زغرب ونادي إسترا 1961 ونادي لوكوموتيفا ونادي هاوغسوند.

## وصلات خارجية
- ميركو كراماريتش على موقع قاعدة بيانات كرة القدم.إي يو (الإنجليزية)
- ميركو كراماريتش على موقع Soccerway.com (الإنجليزية)